# Isabegov hamam (Novi Pazar)
Isabegov hamam, poznat i kao Novopazarski stari hamam, je javno kupatilo u neposrednoj blizini Stare čaršije, na desnoj obali reke Raške u samom središtu Jeni Bazara Novog Pazara. Hamam je dao izgraditi treći beg Osmanske provincije Bosne i glavni osnivač Sarajeva i Novog Pazara, Isa-beg Isaković, u drugoj polovini 15. veka.
Isabegov hamam je primer tzv. dvojnog gradskog hamama. U zgradi su se nalazile muške i ženske prostorije, potpuno identične, odvojene po uzdužnoj simetrali osnove i pregrađene kamenim zidom. Na zgradi se nalazi jedanaest kupola različitih veličina i sa šestougaonim otvorima. Svaka prostorija prekrivena je kupolom. Na severnoj strani hamama nalazio se prostrani šadrvan koji je bio jedna vrsta čekaonice i svlačionice, dok se na južnoj strani nalazila tzv. hazna - prostorija za grejanje vode. Postojale su i tri prostorije za kupanje sa mermernim česmama i jedna prostorija za odmor od kupanja.
Danas se ovaj spomenik islamske arhitekture nalazi pod zaštitom Republike Srbije, kao spomenik kulture od velikog značaja.

## Literatura
- Premović-Aleksić, Dragica (2013). Islamski spomenici Novog Pazara = Islamic Monuments Novi Pazar. Novi Pazar: Muzej "Ras". ISBN 978-86-80813-23-3. ( 202579212)

## Spoljašnje veze
- „Стари амам — Споменици културе у Србији”. САНУ.
- Републички завод за заштиту споменика културе - Београд Архивирано на веб-сајту  (6. фебруар 2021)
- Листа споменика